# Alan Doyle
Alan Thomas Doyle CM (født 7. maj 1969) er en canadisk musiker og skuespiller, der er bedst kendt som forsanger i det canadiske folkrockband Great Big Sea. Han har også skrevet for og optrådt med Russell Crowe og hans bands, og i 2010 spillede han rollen som Alan-a-Dale i Ridley Scotts film Robin Hood med Crowe i titelrollen som Robin Hood.

## Diskografi

### Albums
| Titel                   | Albumdetaljer                                                              | Højeste hitlisteplacering | Højeste hitlisteplacering | Højeste hitlisteplacering |
| Titel                   | Albumdetaljer                                                              | CAN                       | US Heat                   | US Folk                   |
| ----------------------- | -------------------------------------------------------------------------- | ------------------------- | ------------------------- | ------------------------- |
| Boy on Bridge           | - Udgivelsesdato: 16. maj, 2012 - Pladeselskab: Universal Music Canada     | 11                        | 37                        | 20                        |
| So Let's Go             | - Udgivelsesdato: 20. januar, 2015 - Pladeselskab: Universal Music Canada  | 13                        | —                         | —                         |
| A Week at the Warehouse | - Udgivelsesdato: 13. oktober, 2017 - Pladeselskab: Universal Music Canada | 26                        |                           |                           |

### Singler
| År   | Single                | Album                   |
| ---- | --------------------- | ----------------------- |
| 2012 | "I've Seen a Little"  | Boy on Bridge           |
| 2012 | "Testify"             | Boy on Bridge           |
| 2014 | "So Let's Go"         | So Let's Go             |
| 2015 | "The Night Loves Us"  | So Let's Go             |
| 2017 | "Summer Summer Night" | A Week at the Warehouse |
| 2017 | "Bully Boys"          | A Week at the Warehouse |

### Musikvideoer
| År   | Video                        | Instruktør              |
| ---- | ---------------------------- | ----------------------- |
| 2012 | "I've Seen a Little"         | Margaret Malandruccolo  |
| 2012 | "Testify"                    | Margaret Malandruccolo  |
| 2013 | "My Day"                     | Shehab Illyas           |
| 2015 | "So Let's Go"                | Margaret Malandruccolo  |
| 2015 | "The Night Loves Us"         | Shehab Illyas           |
| 2015 | "1,2,3,4" (med Ed Robertson) | Sean Smith/Joel Stewart |
| 2017 | "Summer Summer Night"        |                         |